# Verschiedenblättriger Schwingel
Der Verschiedenblättrige Schwingel oder Borsten-Schwingel (Festuca heterophylla) ist eine Pflanzenart aus der Gattung Schwingel (Festuca) innerhalb der Familie der Süßgräser (Poaceae).

## Beschreibung

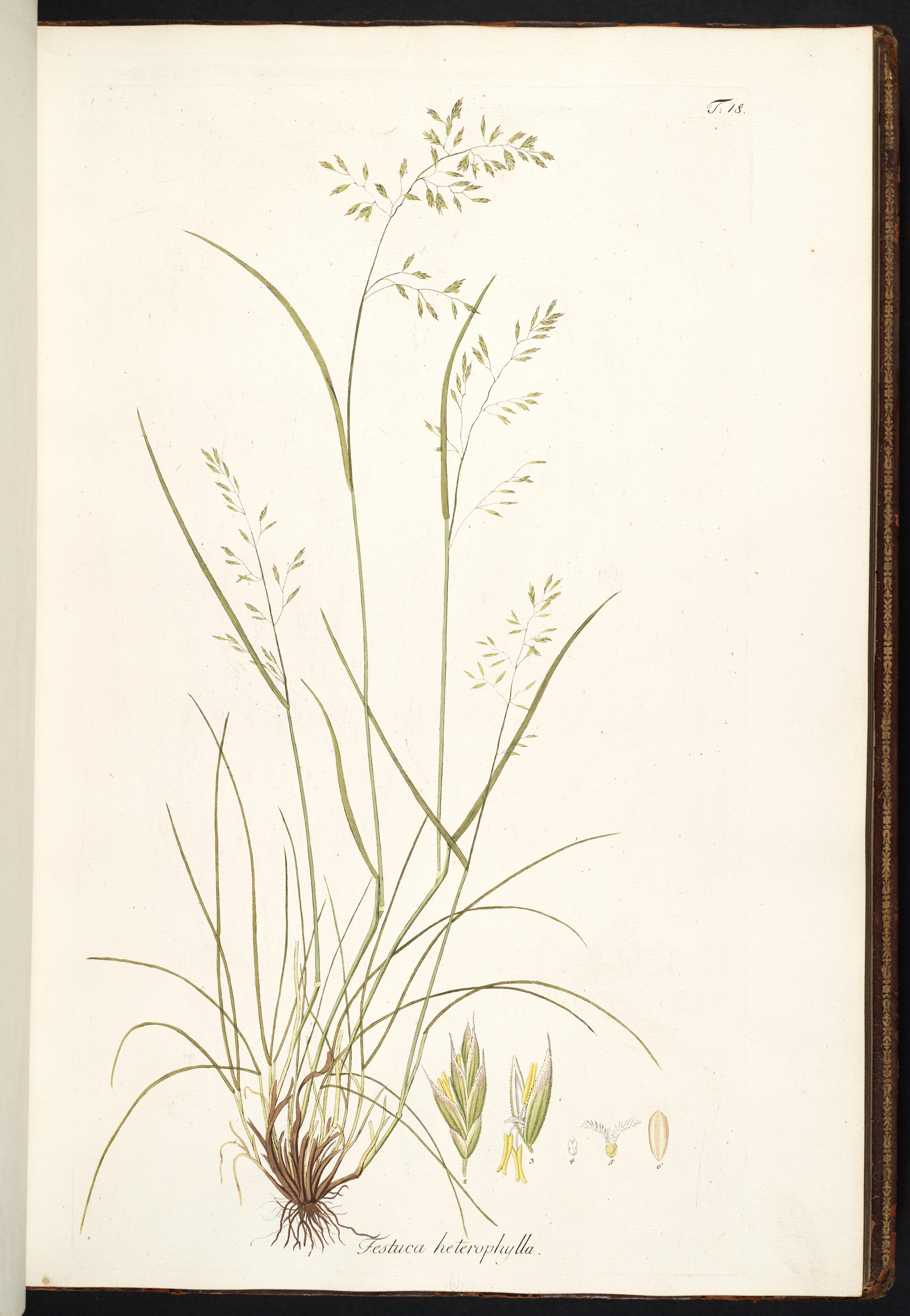
Illustration aus Icones et descriptiones Graminum austriacorum

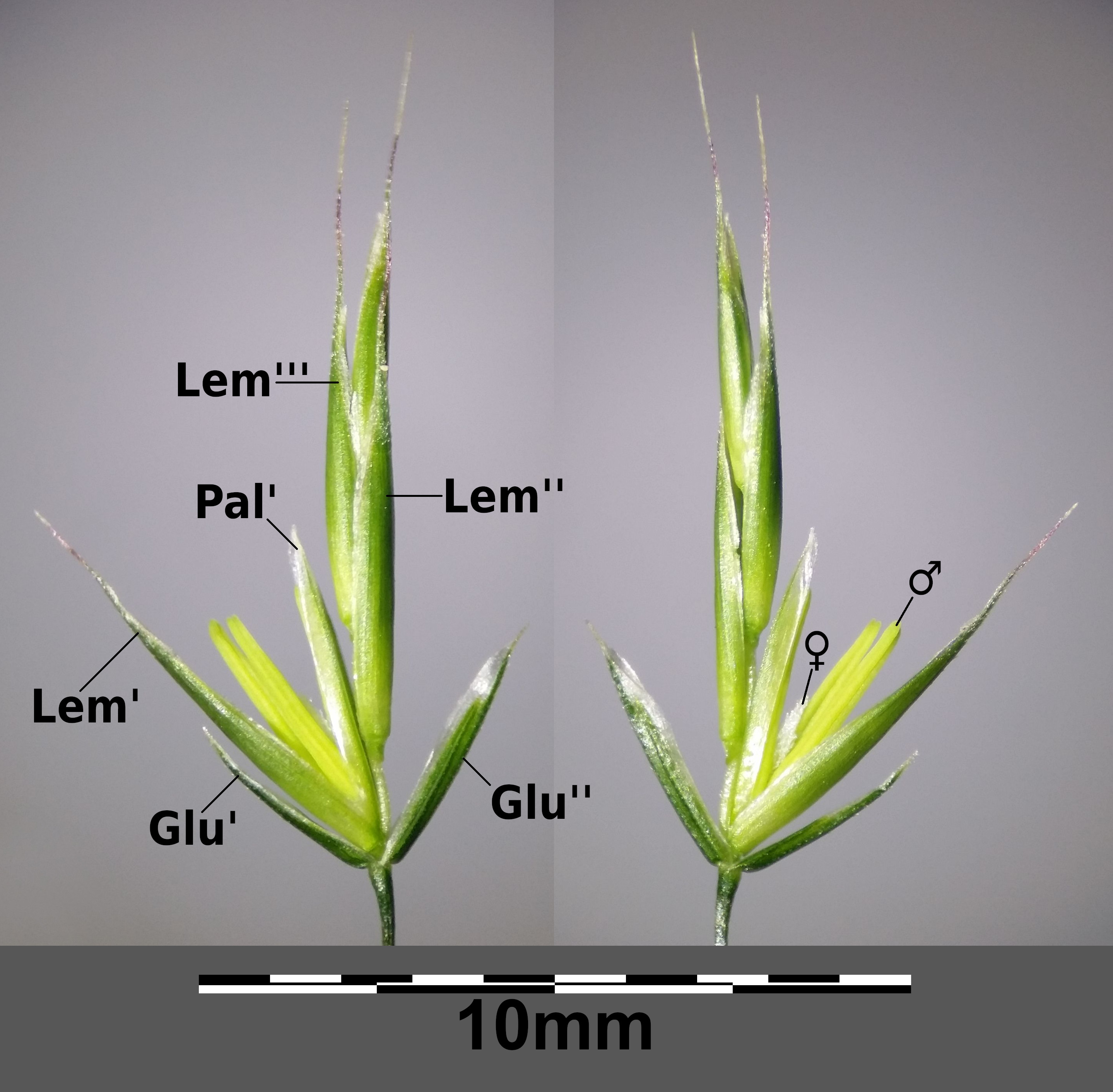
Ährchen

### Vegetative Merkmale
Der Verschiedenblättrige Schwingel ist eine ausdauernde krautige Pflanze, die Wuchshöhen von 30 bis 120, selten bis zu 150 Zentimetern erreicht. Sie wächst horstförmig. Die Halme sind aufrecht, schlank, glatt und kahl.
Die wechselständig an den Halmen angeordneten Laubblätter sind in Blattscheide und -spreite gegliedert. Die Blattscheiden der Halmblätter sind glatt und kahl und haben bis 1 Millimeter lange, abgerundete, kurz bewimperte Öhrchen. Die Blatthäutchen (Ligula) der Halmblätter ist 0,3 bis 0,5 Millimeter lang. Die Blattspreiten der Halmblätter sind 8 bis 25 Zentimeter lang und 2 bis 4 Millimeter breit; sie sind abstehend bis überhängend, flach ausgebreitet oder rinnenförmig und oberseits behaart. Die Blattspreiten der Erneuerungssprosse sind dagegen 15 bis 40, selten bis zu 60 Zentimeter lang und 0,2 bis 0,6 Millimeter breit, eng zusammengefaltet und schlaff.

### Generative Merkmale
Die Blütezeit reicht von Juni bis Juli, im Gebirge bis September. Der rispige Blütenstand ist 6 bis 16 Zentimeter lang, locker und nur zur Anthese ausgebreitet. Die unteren Seitenäste gehen zu zweit oder dritt von der kantigen, rauen Hauptachse ab. Die Ährchen enthalten drei bis sechs, selten bis zu neun Blütchen und sind ohne Grannen 8 bis 11 Millimeter lang; sie sind hellgrün und manchmal violett überlaufen. Die untere Hüllspelze ist 3 bis 5 Millimeter lang, die obere ist 4,6 bis 7 Millimeter lang. Die Deckspelze ist fünfnervig, 5 bis 8,5 Millimeter lang, zugespitzt, in der oberen Hälfte gekielt und aus der Spitze begrannt. Die Granne ist 3 bis 6 Millimeter lang. Die Vorspelzen sind zweinervig und 5 bis 8 Millimeter lang. Die Staubbeutel sind 2 bis 2,5 Millimeter lang.
Die Chromosomenzahl beträgt 2n = 28.

## Vorkommen
Für den Verschiedenblättrigen Schwingel gibt es in Europa Fundortangaben für Spanien, Frankreich, Italien, die Schweiz, Österreich, Deutschland, Großbritannien, Belgien, Luxemburg, die Niederlande, Dänemark, Polen, Tschechien, die Slowakei, Ungarn, im früheren Jugoslawien, Albanien, Griechenland, Bulgarien, Rumänien und die Ukraine. Außerhalb Europas kommt er in der Türkei und im Kaukasusraum vor. In Schweden ist er seit etwa 1800 eingebürgert. In Japan und in Nordamerika ist Festuca heterophylla ein Neophyt.
In Mitteleuropa gedeiht der Verschiedenblättrigen Schwingel in Laubmischwäldern in tieferen Höhenlagen auf mäßig frischen, basenreichen, mäßig sauren, mull-modrig humosen Lehm- und Lößlehmböden. Er ist ein Lehm- und Lößzeiger und ein Eichenbegleiter. Pflanzensoziologisch ist er eine schwache Charakterart des Galio-Carpinetum aus dem Verband Carpinion, kommt aber auch in Pflanzengesellschaften des Verbands Luzulo-Fagenion und selten in denen der Verbände Quercion pubescentis oder Quercion roboris vor. Er steigt in den Alpen in Graubünden am Lavinar dal Mül bis 2000 Meter auf; wurde aber auch an der Korspitze beim Stilfser Joch zwischen 2200 und 2700 Meter gemeldet.
Die ökologischen Zeigerwerte nach Landolt et al. 2010 sind in der Schweiz: Feuchtezahl F = 3w+ (mäßig feucht aber stark wechselnd), Lichtzahl L = 3 (halbschattig), Reaktionszahl R = 3 (schwach sauer bis neutral), Temperaturzahl T = 4 (kollin), Nährstoffzahl N = 2 (nährstoffarm), Kontinentalitätszahl K = 4 (subkontinental).

## Taxonomie
Die Erstveröffentlichung von Festuca heterophylla erfolgte 1779 durch Jean Baptiste Pierre Antoine de Monet de Lamarck in Flore Françoise, Band 3, S. 600. Synonyme für Festuca heterophylla Lam. sind: Festuca communis var. heterophylla (Lam.) Petif, Festuca duriuscula var. heterophylla (Lam.) St.-Amans, Festuca rubra subsp. heterophylla (Lam.) Hack., Festuca rubra var. heterophylla (Lam.) Lej., Festuca citardae Lojac., Festuca duriuscula var. heterophylla Lapeyr., Festuca heterophylla subsp. braun-blanquetii Fuente, Ortúñez & Ferrero Lom., Festuca heterophylla var. erecta Peterm., Festuca heterophylla var. homophylla Schur, Festuca heterophylla var. hostii Duby, Festuca heterophylla var. laxa Neilr., Festuca heterophylla var. major Merino, Festuca heterophylla var. nutans Peterm., Festuca heterophylla var. puberula Parl., Festuca heterophylla var. robusta Erdner, Festuca heterophylla var. sordida Schur, Festuca heterophylla var. vulpioides (Hack.) Nyman, Festuca heterophylla var. weighartii Podp., Festuca longiseta Hegetschw. & Heer nom. illeg., Festuca nemorosa Latourr. nom. nud., Festuca nemorum Leyss., Festuca nemorum var. villosum Klett & Richt., Festuca rubra var. diversifolia Mutel, Festuca rubra var. leiophylla Hack., Festuca rubra var. longiseta Beal,  Festuca rubra subsp. nemorum (Leyss.) Schübl. & G.Martens, Festuca rubra var. subheterophylla Nyár., Festuca vulpioides Schur nom. illeg.